# Josine Junger-Tas
Josine Junger-Tas (* 1929; † 2011) war eine niederländische Soziologin und Kriminologin.

## Werdegang
Junger-Tas verbrachte als kleines Kind einige Zeit in Indonesien, zog dann zurück in die Niederlande und lebte einige Jahre in Brüssel. Ihre kriminologische Karriere begann sie erst im Alter von 42 Jahren, nachdem sie als berufstätige Mutter vier Töchter großgezogen hatte. 1972 wurde sie an der Universität Groningen promoviert. Danach arbeitete sie als Forscherin am Study Centre of Juvenile Delinquency in Brüssel, wechselte aber 1975 in die Niederlande. Dort war sie am Aufbau des Forschungs- und Dokumentationszentrums des niederländischen Justizministeriums (WODC) beteiligt, für das sie fast 20 Jahre tätig war, von 1990 bis 1994 als Direktorin.
Nach ihrer Pensionierung 1994 wurde sie Professorin für Kriminologie an der Universität Lausanne, die ihr 2000 die Ehrendoktorwürde verlieh. Vor und nach 1994 war sie außerdem Gastprofessorin an der Université de Montréal, der Universität Stockholm, der University of Cambridge und zuletzt an der Universität Utrecht.
Sie amtierte 2001/02 als Präsidentin der European Society of Criminology (ESC), deren Mitbegründerin sie war. Außerdem gründete sie die Zeitschrift European Journal of Criminal Policy and Research.